# Institut Jean-Pierre Lallemand
L'Institut Lallemand propose un enseignement de promotion sociale et de pédagogie spécialisée. Il est organisé par la Commission communautaire française (COCOF)  Auparavant, il se situait rue du Chêne, à Bruxelles. L'institut y partageait les locaux avec le Conservatoire royal de Bruxelles. Il a ensuite partagé les locaux de l'Athénée Royal d'Ixelles pendant neuf ans. Dès la rentrée de 2018, il se trouve aux numéros 16-18 de la rue du Meiboom à 1000 Bruxelles. Les cours se donnent en soirée, du lundi au jeudi, afin d'être accessibles à un public d'adultes pouvant avoir une activité professionnelle.
Anciennement dénommé Cours Provinciaux des Sciences Administratives, de la Bibliothèque, de la Documentation et de l'Education (CPSABDE), l'institut acquiert son nom actuel en 1995, année de la scission de la province de Brabant. Le nom de l'institut serait un hommage à Jean-Pierre Lallemand, échevin des Finances de Braine-l'Alleud, mort dans un accident de voiture le 14 janvier 1995.

## Sections
- Bibliothécaire-documentalistes : cette section, étalée sur trois ans, permet l'obtention du bachelier bibliothécaire-documentaliste. Au bout de deux années, les étudiants peuvent passer une épreuve intégrée leur permettant d'obtenir le titre de bibliothécaire breveté. Les étudiants ayant obtenu le brevet d'aptitude à gérer une bibliothèque publique via une autre école peuvent directement s'inscrire en troisième année.
- Auxiliaire de l'enfance
- Sciences administratives : cette section permet l'obtention d'un bachelier en sciences administratives et gestion publique.
- Éducateur : cette section permet l'obtention du certificat de qualification de l'enseignement secondaire supérieur. (3 ans)
- Éducateur spécialisé : cette section permet l'obtention d'un bachelier en éducation spécialisée en accompagnement psycho-éducatif. (3 ans)
- Complément CESS : cette section permet l'obtention du certificat d'enseignement secondaire supérieur.
- Orthopédagogie: cette formation complémentaire permet aux professionnels de l'enseignement spécialisé de développer leurs compétences dans la prise en charge d'élèves à besoins spécifiques